# تشارلز هاردويك
تشارلز هاردويك (بالإنجليزية: Charles Hardwicke)‏ الكابتن تشارلز براون هاردويك (1788-1880). المستكشف الإنجليزي، وفي وقت لاحق مزارع. وُلد في سوق ديبنج، جنوب لينكولنشاير. استقر في ونسيستون، تسمانيا في 1816. وأشهر ما عرف عنه لقوله بأن الساحل الشمالي الغربي لتسمانيا كان «لا يمكن اختراقها تماما وغير صالحة للسكن تماما».
تشارلز براون هاردويك، كان الابن الأكبر لتشارلز وفرانسيس (ني براون) هاردويك ولد في 2 أغسطس 1788 . وكانت العائلة قد عاش في المقاطعة منذ منتصف القرن السادس عشر.
كان والده (أيضا تشارلز) الابن الأصغر في عائلة من الطبقة المتوسطة، والكبيرة من ثلاثة عشر طفلا. وكان الجراح في Market Deeping. والعديد من إخوته تعلموا في المهن الطبية والدينية والقانونية والعسكرية.
في ديسمبر 1803، بدأ تشارلز براون هاردويك، عندما كان عمره 15 حياة البحر له عندما كان مرسل إلى التجارة في السفينة في جزر الهند الغربية. في تسعة عشر حصل على عمولة لصالح البحرية الملكية، في هذا الوقت كانت إنجلترا تقاتل في حروب نابليون. في علامه 25 في عام 1813 غادر البحرية الملكية
بعد وقت قصير من وصوله إلى سيدني في فبراير 1814 كتب إلى الحاكم لاكلان ماكواري لطلب إذن على البقاء في المستعمرة. وعندما أعطي إذن تم منحه أيضا 200 فدان من الأراضي في سهول نورفولك (قرب ونسيستون) في أرض فان ديمن لتشجيع المستوطنين إلى المنطقة الحرة لإقامة مزارع. في عام 1819 تم منحه 500 فدان إضافية من قبل ماكواري لقيامه بالقبض على المتهمين الذين لاذوا بالفرار. بين سنوات 1814-1829 هاردويك تلقى أكثر من 3,000 فدان في منح الأراضي لخدماته في اعتقال واسر المحكومين الهاربين وbushrangers.
في حوالي العام 1823 ازداد عدد السكان في الجزيرة بسرعة وقام نائب الحاكم سوريل بتكليف هاردويك لإجراء جولة اكتشافية في الشمال الغربي حيث ذكر أن البلد «لا يمكن اختراقها تماما وغير صالحة للسكن تماما». . تزوج تشارلز براون هاردويك إليزابيث شابمان في كنيسة القديس يوحنا، ونسيستون يوم 18 يناير 1820. كان لديهم أربعة عشر أطفال.
مترجم Charles Hardwicke